# Stictotarsus dolerosus
Stictotarsus dolerosus is een keversoort uit de familie waterroofkevers (Dytiscidae). De wetenschappelijke naam van de soort is voor het eerst geldig gepubliceerd in 1945 door Leech.